# Stuart Munsch

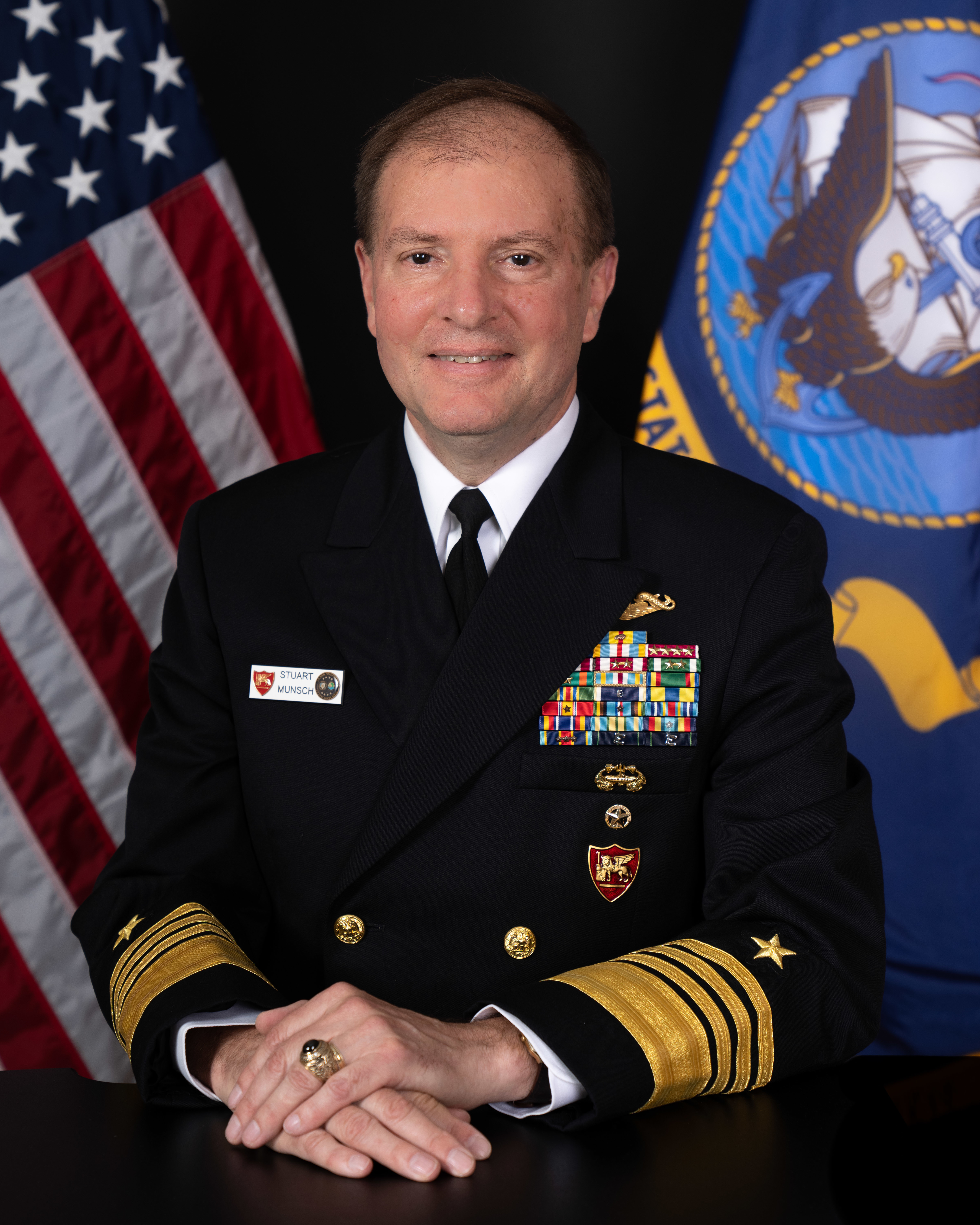
Stuart Munsch (2022)

Stuart Benjamin Munsch (* 1962) ist ein US-amerikanischer Admiral der United States Navy. Seit dem 27. Juni 2022 amtiert er als Kommandeur des Allied Joint Force Command Naples und in Personalunion als Kommandeur der United States Naval Forces Europe-Africa.

## Leben
Stuart Munch wuchs in North Dakota auf und graduierte 1985 an der United States Naval Academy in Annapolis, Maryland, mit einem Bachelor of Science in Elektrotechnik. Im Anschluss absolvierte er mehrere Verwendungen auf See, unter anderem an Bord der U-Boote Will Rogers und Jefferson City, des Flugzeugträgers Kitty Hawk (hier im Stab des Kommandeurs der Cruiser Destroyer Group 5) und an Bord des U-Boots Tucson.
1999 wechselte er zum United States Pacific Command und arbeitete dort im Plans and Policy Directorate und war eine Zeit lang als Adjutant des Kommandeurs der Pazifikflotte eingesetzt. Nach einem White House Fellowship und einem Einsatz für den Secretary of Agriculture in Washington, D.C. kommandierte Munch von 2002 bis 2005 das U-Boot Albuquerque und wechselte hiernach ins Pentagon als Military Assistant to the Deputy Secretary of Defense und im Anschluss in das Büro für Kriegsführung der U-Boote beim Chief of Naval Operations am gleichen Ort.
Nach einer kurzen Verwendung als Kommandeur der Submarine Development Squadron 5 von 2008 bis 2010 kehrte er ins Pentagon zurück und übernahm die Strategieabteilung der United States Navy. Zu dieser Zeit wurde die Entscheidung getroffen, dass Munch in die Gruppe der Flaggoffiziere befördert werden soll. Seine erste Verwendung als Admiral war schließlich die eines Deputy Director Undersea Warfare im Pentagon. Von 2013 bis 2015 übernahm er in Japan und Bahrain die Submarine Groups 7 sowie die Task Forces 74 und 54, bevor er erneut ins Pentagon als Senior Military Assistant to the Deputy Secretary of Defense zurückkehrte.
Von 2017 bis 2020 war er in verschiedenen Stabspositionen im Pentagon eingesetzt, 2020 bis 2022 als Director for Joint Force Development bei den Joint Chiefs of Staff. Danach übernahm er sein aktuelles Kommando als Kommandeur des Allied Joint Force Command Naples und als Kommandeur der United States Naval Forces Europe-Africa mit Sitz in Neapel, Italien.